# Пермяков, Андрей
Андре́й Пермяко́в (настоящее имя - Андрей Юрьевич Увицкий; р. 11 июля 1972, Кунгур, Пермская область, СССР) — российский поэт, литературный критик, прозаик.

## Биография
Окончил Пермскую государственную медицинскую академию. Работает в фармацевтической промышленности. Кандидат медицинских наук. 
Под девичьей фамилии матери с 2007 года публикует стихи, прозу, критические статьи в журналах «Арион», «Воздух», «Волга», «Дети Ра», «Знамя», «Новый мир» и др., а также в ряде альманахов.
Организатор различных литературных проектов в Перми (где прожил больше 15 лет) и других городах России. Участник и один из основателей товарищества поэтов «Сибирский тракт». Лауреат Григорьевской поэтической премии (2014), премии журнала «Новый мир» (2020).
Жил в Подмосковье, во Владимирской области, в настоящее время проживает в Ярославле.

## Критика
- Юлия Подлубнова: «У Андрея Пермякова есть, может быть, не осознанная им самим сверхцель — сделать прошлое, настоящее и будущее добрыми и человечными. Такими добрыми, как он сам»[2].
- Алия Ленивец: «Бессилие человека в этом огромном окружающем и «вращающемся» мире, как и его согласие с «уютом лужицы», не имеют никакого значения. Но при этом поэт ни слова не говорит о бессмысленности бытия. Скорее наоборот, все известные нам законы – это лишь кажущаяся очевидность. Пермяков постоянно меняет ракурс, стремясь разглядеть предмет и уловить нечто важное»[3].
- Ольга Скорлупкина: «Антиномии прошивают и саму материю этих стихов, допуская утверждение двух несовместимых вплоть до взаимного исключения тезисов в один момент времени. Оказывается, можно стоять на земле и лететь налегке, а воздушное равно безвоздушному»[4].
- Сергей Баталов: «В стихах Андрея Пермякова ощущение личного счастья, неостановимости хода времени и трагизма сменяющих друг друга эпох сплетаются в лирическую поэзию высокого накала»[5].

### Поэтические книги
- Андрей Пермяков. Сплошная облачность: Стихи. — СПб.: Своё издательство, 2013.

- Андрей Пермяков. Белые тепловозы. Стихи. — Москва: СТиХИ, 2018

### Книги прозы
- Андрей Пермяков. Тёмная сторона света. Повесть. — Вологда: Серия «Том писателей», 2016
- Андрей Пермяков. Тяжкие кони Ополья или Просёлки через шестьдесят лет. Повесть. — Москва-Тверь: Издательство Марины Батасовой, 2016
- Андрей Пермяков. Сибирский тракт и другие крупные реки. Повесть. Челябинск: Издательство Марины Волковой, 2017 (шорт-лист Всероссийской премии им. П.П. Бажова, 2018)

## Рецензии
- Марианна Ионова «И вновь про пустоту…»  // Новый мир, 2014, № 4
- Борис Кутенков «Элегия и романс» Волга, 2013, № 3-4
- Евгения Невская «Улица Андрея Пермякова» // «Контрабанда», 2014, февраль
- Елена Сафронова «Сплошная облачность» // «Бельские просторы», 2014, № 1

- grizzlins — Пермяков, Андрей в «Живом Журнале»
- Официальная страница Пермяков, Андрей в социальной сети Facebook